# Reuthof (Betzenstein)
Reuthof ist ein Wohnplatz der Stadt Betzenstein im oberfränkischen Landkreis Bayreuth.

## Geografie
Die etwa drei Kilometer südlich von Betzenstein gelegene Einöde befindet sich im südwestlichen Bereich einer Waldlichtung auf der Gemarkung Stierberg. Sie liegt auf einer Höhe von 563 m ü. NHN und besteht im Wesentlichen aus einem ehemaligen Gasthof, welcher nicht mehr bewirtet wird, und einem weiteren Wohnhaus. Mit der Anschrift Eckenreuth 11 ist der Ort postalisch Eckenreuth zugeordnet.

## Verkehr
Die Anbindung an das öffentlich Straßenverkehrsnetz wird durch eine asphaltierte Gemeindestraße hergestellt, die von einer aus dem Norden von Eckenreuth her kommenden und nach Klausberg führenden Gemeindeverbindungsstraße abzweigt. Diese Straße findet ihre Fortsetzung in einem nicht asphaltierten Forstweg, der ein wenig östlich der Einöde Eibenthal vorbei verläuft und in südostwärtige Richtung weiterführend schließlich in die etwa zwei Kilometer entfernte Kreisstraße BT 28 einmündet.